# Francisco Sepúlveda Ramos
Francisco Sepúlveda Ramos (Salamanca, 2 d'abril de 1819 -Pozuelo de Alarcón, 29 de juliol de 1895) fou un advocat i polític espanyol.

## Biografia
Estudià dret a la Universitat de Salamanca i el 1839 fou professor de l'Acadèmia Militar de Distingits de Saragossa. Va treballar com a redactor als diaris El Eco de Aragón de Saragossa i La Enciclopedia, El Museo de las Familias, La Semana Pintoresca, El Siglo i El Semanario Pintoresco Español, de Madrid.
Va ocupar nombrosos càrrecs públics. Primer fou comptable segon del Canal Imperial d'Aragó (1843), administrador del Canal (1849), secretari del Governador Civil de Saragossa (1854) i després fou governador Civil de Barcelona (1863-1864), havent-ho estat prèviament de Terol (1855), Còrdova (1856), Canàries (1857), Zamora (1858), Alacant (1861) i Granada (1862).
Durant el seu mandat com a governador civil de Barcelona va intentar combatre la mendicitat als carrers amb la creació del Patronat dels Pobres, alhora que organitzava les comissions de barriada per a censar els pobres.
Va ocupar càrrecs al Banco Hispano Colonial i a la Compañía General de Tabacos de Filipinas, president executiu de la Companyia dels Camins de Ferro del Nord d'Espanya. La ciutat de Barcelona li ha dedicat un carrer amb el seu nom.